# Gruppo cosmonauti MKS/RKKE 12
Il Gruppo cosmonauti MKS/RKKE 12 è stato selezionato il 9 febbraio 1996 mentre Kononenko è stato aggiunto il 29 marzo 1996, ed è composto da cinque persone, di cui tre selezionate dal GCTC e due da RKK Ėnergija. L'addestramento generale dello spazio si è svolto da maggio 1996 a 18 marzo 1998, momento in cui la Commissione Interdipartimentale li ha nominati cosmonauti. Al 2022 tutti i cosmonauti del gruppo tranne Kononenko risultano ritirati. 
Cosmonauti del Gruppo MKS:
- Oleg Kononenko[1]

Sojuz TMA-12 (Exp 17)
Sojuz TMA-03M (Exp 30/31)
Sojuz TMA-17M (Exp 44/45)
Sojuz MS-11 (Exp 57/58/59)
- Oleg Kotov[2] (Rit.)

Sojuz TMA-10 (Exp 15)
Sojuz TMA-17 (Exp 22/23)
Sojuz TMA-10M (Exp 37/38)
- Jurij Šargin[3] (Rit.)

Sojuz TMA-5/Sojuz TMA-4
Cosmonauti del Gruppo RKKE 12:
- Konstantin Kozeev[4] (Rit.)

Sojuz TM-33/Sojuz TM-32
- Sergej Revin[5] (Rit.)

Sojuz TMA-04M (Exp 31/32)